# Saison 2020-2021 du Paris Saint-Germain (féminines)
Maillots
Chronologie
Saison précédente Saison suivante
La saison 2020-2021 du Paris Saint-Germain est la cinquantième saison de son histoire et la trente-quatrième en première division.
L'équipe est entraînée depuis 2018 par Olivier Echouafni, accompagné de Bernard Mendy en tant qu'adjoint. Résidantes du stade Jean-Bouin depuis la saison précédente, les Parisiennes jouent cependant cette saison la plupart de leurs matchs à domicile au stade Georges-Lefèvre, au Camp des Loges, en raison de la crise sanitaire, les matchs se jouant une bonne partie de la saison à huis clos.
Au cours de la saison 2020-2021, le Paris Saint-Germain est engagé dans trois compétitions : en championnat, mais aussi en Coupe de France et en Ligue des champions.
Après une élimination en demi-finale de la Ligue des champions par le FC Barcelone, les Parisiennes parviennent à remporter leur premier titre de championne de France de leur histoire au terme d'une saison historique où elles restent invaincues en championnat.

## Préparation d'avant-saison
En raison de la pandémie de Covid-19, la préparation d'avant-saison du PSG est complètement bouleversée puisque la saison 2019-2020 a été tronquée avec l'arrêt du championnat mi-mars et le report des demi-finales de Coupe de France et de la Ligue des champions, qui se jouera sur un tournoi final, au mois d'août 2020. Ainsi, les Parisiennes, à compter du 25 juin, subissent des batteries de tests médicaux et physiques durant trois jours, avant de retrouver les terrains d'entraînement le 29 juin pour se préparer à ces deux compétitions et ensuite enchaîner sur la saison 2020-2021.
Elles débutent par beaucoup de renforcement musculaire, en réponse à la longue période d'inactivité. Trois matchs amicaux sont prévus avant de disputer les dernières compétitions de la saison 2019-2020 : un match contre Twente le 17 juillet au centre d'entraînement parisien, puis une double confrontation face au Paris FC les 21 et 25 juillet.
Les Parisiennes débutent par une victoire 4-2 contre le club néerlandais grâce aux buts de Katoto par deux fois, Baltimore et Diani. Tout l'effectif a pu obtenir du temps de jeu dont les nouvelles joueuses Bénédicte Simon, Laurina Fazer et plusieurs joueuses U19. Signe Bruun et Sara Däbritz ont fait leur retour sur les terrains après de longues blessures. Pour la premier derby parisien de la saison, à Orly, le PSG s'impose 4 buts à 1. Après avoir concédée une barre transversale, la capitaine Irene Paredes ouvre le score à la 29e minute sur un corner repris victorieusement de la tête. En deuxième période, de nombreux changements sont faits avec l'entrée notamment de jeunes des moins de 19 ans. Nadia Nadim double la mise à la 55e sur un pénalty consécutif à une main. La Norvégienne Karina Sævik aggrave le score (75e) avant la réduction du score par Coumba Sow cinq minutes plus tard pour le PFC. À la 89e minute, Ramona Bachmann, entrée à l'heure de jeu et qui fait ses débuts avec le maillot Rouge et Bleu, réalise une passe décisive pour Signe Bruun qui parachève le succès du PSG. Quatre jours plus tard, le PSG bat de nouveau son rival parisien, 2-0 avec des buts de Katoto et Diani. Avec trois victoires, le PSG prépare au mieux sa demi-finale de Coupe de France contre Bordeaux.
Durant la trêve internationale de septembre, alors qu'une partie de l'effectif a rejoint les sélections, le PSG affronte en match de préparation l'équipe de France des moins de 20 ans, à Clairefontaine. Jordyn Huitema, Léa Khelifi et Magnaba Folquet inscrivent les trois buts parisiens.
Avant de commencer la seconde partie de saison, les Parisiennes disputent un match amical face au Paris FC le samedi 9 janvier 2021 à Bondoufle. Grâce à un but de la tête sur corner d'Irene Paredes à la 15e minute, elles s'imposent 1-0.

### Fin de saison 2019-2020
Le 2 août, les Parisiennes retrouvent les matchs officiels après 5 mois d'arrêt avec la fin de saison 2019-2020 et en premier lieu la demi-finale de Coupe de France. Au stade Jean-Antoine-Moueix de Libourne, elles renversent les Girondines 2 buts à 1 et se qualifient en finale. Alors qu'elles ont concédé l'ouverture du score, elles font la différence en deuxième période, grâce notamment à un banc bien garni, et reviennent rapidement au score avant de marquer le but de la victoire en fin de match. Elles affrontent ainsi l'Olympique lyonnais en finale le 9 août. Lors de la finale, elles n'arrivent pas à trouver la faille dans la défense lyonnaise et s'inclinent une nouvelle fois aux tirs au but.
Entre la Coupe de France et la Ligue des champions, elles partent en stage du 16 au 20 août à Hagetmau dans les Landes. Le 20 au soir, elles arrivent au Pays basque, en Espagne, pour disputer le Final 8 de la Ligue des champions. Elles rencontrent le 22 août en quart de finale Arsenal au stade d'Anoeta à Saint-Sébastien. Le PSG domine son adversaire 2 buts à 1 malgré quelques périodes de relâchement. Paris retrouve l'OL pour une demi-finale 100 % française. Le match, joué à Bilbao le 26 août, se conclut par la défaite du PSG 0-1 sur un but de la tête de Wendie Renard. La rencontre fut pauvre en occasions, les Parisiennes n'arrivant pas à trouver les failles dans le bloc lyonnais. Les Lyonnaises se qualifient ainsi pour leur neuvième finale européenne. Le PSG conclu sur cette défaite sa saison 2019-2020 et cinq jours après les Parisiennes sont de retour au centre d'entraînement de Bougival pour préparer la reprise de la D1 Arkema et le début de la saison 2020-2021.

## Transferts

### Transferts estivaux
Dès avril 2020, plusieurs départs, tant au sein de l'effectif que de la direction parisienne, sont annoncés. En fin de contrat, Hanna Glas rejoint officiellement le Bayern Munich le 14 avril, tandis qu'Ève Périsset, priée par la direction de partir, doit rejoindre les Girondins de Bordeaux. Son départ est officialisé le 25 mai. Katarzyna Kiedrzynek, annoncée au VfL Wolfsburg, quitte le PSG après sept saisons et rejoint officiellement le club allemand le 21 mai. Lina Boussaha, également en fin de contrat, signe au Havre en juin. Le PSG voit également deux de ses jeunes joueuses prometteuses, Alice Sombath et Vicki Becho, quitter le centre de formation pour l'Olympique lyonnais, cette dernière regrettant notamment le manque de considération de la direction parisienne. Du côté de cette direction justement, Bruno Cheyrou, directeur sportif de la section féminine, quitte le club et rejoint l'OL et sa cellule de recrutement,. Laure Boulleau quitte également sa fonction de coordinatrice sportive de la section féminine pour se consacrer exclusivement à ses activités média. La section féminine est alors prise en main directement par Leonardo, directeur sportif du club parisien, en lien avec son adjoint Angelo Castelazzi et Grégory Durand, directeur des affaires juridiques sportives et des relations institutionnelles du club.

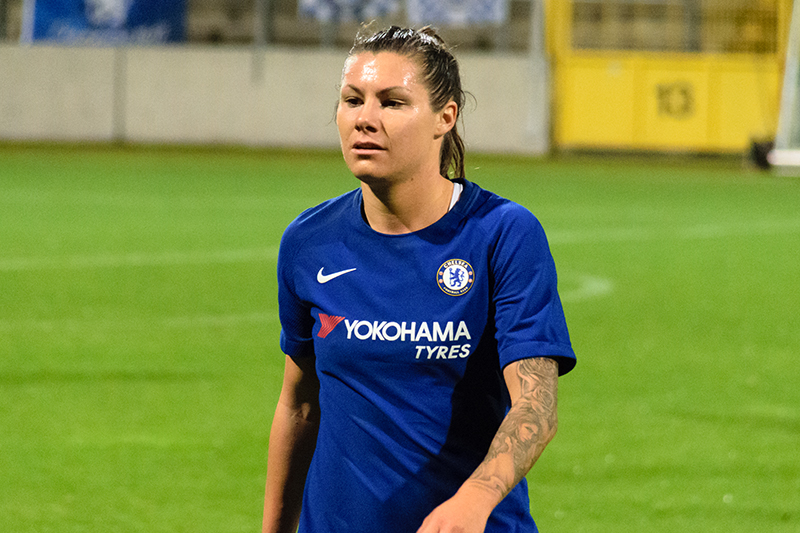
Ramona Bachmann, principale recrue du mercato d'été.

Annoncée en partance pour Portland puis pour l'OL, Kadidiatou Diani décide finalement de rester à Paris et prolonge son contrat de trois saisons supplémentaires, convaincue notamment par un ambitieux discours de Leonardo, bien décidé à en faire une des têtes d'affiche du projet parisien, et la joueuse la mieux payée du club. Dans le même temps, début mai, Nadia Nadim prolonge, d'une année supplémentaire, et fait à cette occasion l'éloge de la capitale française et son club. Formiga et Paulina Dudek allongent également leur bail, jusqu'en 2021 et 2022 respectivement. Le 29 mai, le PSG annonce deux prolongations supplémentaires : celles de Luana et Arianna Criscione jusqu'en juin 2021.
Mi-juin, le PSG annonce sa première recrue pour la saison 2020-2021 : la défenseure Bénédicte Simon, en provenance du Stade de Reims, qui signe un contrat de trois ans. Dans le même temps, Alana Cook prolonge jusqu'en 2023 et est prêtée à l'OL Reign pour disputer la NWSL Challenge Cup qui se joue du 27 juin au 26 juillet,. Par ailleurs, le PSG fait signer à deux de ses jeunes joueuses U19 leur premier contrat professionnel : la gardienne Alice Pinguet qui signe jusqu'en 2022 et la milieu de terrain Laurina Fazer jusqu'en 2023. Début juillet, le PSG officialise le retour de la gardienne allemande Charlotte Voll, passée au club de 2017 à 2019, et le recrutement de l'attaquante internationale suisse Ramona Bachmann en provenance de Chelsea, qui signe un contrat de deux ans.
En septembre, le club parisien annonce le transfert de l'attaquante norvégienne Karina Sævik au VfL Wolfsburg, un an seulement après son arrivée, et le prêt de Léa Khelifi au Dijon FCO jusqu'à la fin de saison.
Olivier Echouafni confirme fin septembre que le recrutement du club est clos au moins jusqu'en janvier, malgré les six départs de joueuses pour seulement trois arrivées. Les difficultés économiques dues à la crise du Covid-19 sont notamment en cause. Il juge tout de même que le PSG a « un groupe compétitif et de qualité qui va nous permettre de faire au moins la première partie de saison ». Il estime avoir « un effectif assez équilibré, homogène et talentueux » pour enfin réussir à détrôner l'OL.

### Transferts hivernaux
Prêtée en 2020 aux Royals de l'Utah, Aminata Diallo estime avoir progressé de cette expérience à la fois physiquement et techniquement. Son prêt allant jusqu'au 31 décembre, elle ne peut rejouer avec le PSG qu'au mois de janvier. Le 2 janvier 2021, elle est de nouveau prêtée, cette fois en Espagne à l'Atlético de Madrid.
Le 18 janvier 2021, le club annonce la prolongation de contrat de Luana jusqu'en 2022. Le 30, est annoncée la signature par Hawa Sangaré de son premier contrat professionnel, jusqu'en 2024. Elle est de suite prêtée au Havre AC jusqu'à la fin de la saison. Le 8 février, c'est au tour de Jade Le Guilly de signer son premier contrat pro jusqu'en 2024.

## Compétitions
| Championnat de France | Ligue des champions                            | Coupe de France                           |
| --------------------- | ---------------------------------------------- | ----------------------------------------- |
| Championne 58 points  | Demi-finaliste face au FC Barcelone (1-1, 2-1) | Huitièmes de finale (compétition arrêtée) |
| 20V 1N 0D             | 4V 1N 3D                                       | 1V 0N 0D                                  |
| TOTAL : 25V 2N 3D     |                                                |                                           |

### Championnat
La Division 1 2020-2021 est la quarante-septième édition du championnat de France féminin de football et la dix-neuvième sous l'appellation « Division 1 ». La division oppose douze clubs en une série de vingt-deux rencontres. Les trois meilleurs de ce championnat se qualifient pour la Ligue des champions. Le Paris Saint-Germain participe à cette compétition pour la trente-quatrième fois de son histoire et la dix-neuvième fois de suite depuis la saison 2001-2002.

#### Journées 1 à 6
Une semaine et demie après sa défaite en demi-finale de Ligue des champions, le PSG commence sa saison 2020-2021 avec la première journée du championnat et une rencontre contre Guingamp au stade Georges-Lefèvre à huis clos. Privé de Geyoro, victime d'une fracture de fatigue à un tibia et absente environ trois semaines, Olivier Echouafni choisit également de laisser Bachmann et Nadim sur le banc pour titulariser les jeunes Khelifi et Huitema. En première période, le PSG manque de réalisme offensif et de qualité technique. Mais en deuxième, les Parisiennes haussent leur niveau de jeu et Diani inscrit un triplé. Elle est aussi passeuse décisive pour Katoto. Avec une victoire 4-1, les Parisiennes assurent leur début de championnat avant le défi face à Bordeaux le week-end suivant.
Le match de la deuxième journée de championnat contre Bordeaux se déroule exceptionnellement au stade Jean-Antoine-Moueix, les travaux du stade Sainte-Germaine ayant pris du retard. Les Parisiennes dominent la rencontre en ayant de nombreuses occasions mais manquent de réalisme dans le dernier geste. Katoto manque notamment un pénalty à la 21e minute tandis qu'un but de Diani est refusé par le corps arbitral bien que le ballon ait franchi la ligne de quelques centimètres. Avec ce match nul, le PSG voit déjà l'OL prendre ses distances.
Après la trêve internationale de septembre, le PSG accueille le Stade de Reims, au stade Jean-Bouin pour la première fois de la saison. Avec Dudek, Däbritz et Bachmann laissées sur le banc, les Parisiennes retrouvent du réalisme après en avoir manqué contre Bordeaux. En première période, Diani s'offre un doublé sur une frappe croisée puis sur en reprenant de la tête un centre de Lawrence. Nadim a entre-temps enfoncé le clou sur un service de Katoto. Le PSG gèrent ensuite son avance tout en continuant à contrôler les débats et profite des derniers instants de la rencontre pour marquer une quatrième but par la rentrante Bruun sur un centre de Baltimore. Bénédicte Simon fait ses premiers pas sous le maillot parisien contre son ancien club après avoir remplacé Diani à la 78e minute.
Lors de la quatrième journée, le PSG se déplace à Dijon pour affronter le DFCO, une des équipes surprises du début de saison. Malgré une tempête de grêle qui interrompt la rencontre en première période, les Parisiennes dominant la partie de bout en bout et ne laissent aucune chance à leurs adversaires. Les buts viennent en deuxième période avec un de Luana à la 54e minute, puis un doublé de Sandy Baltimore. Cette dernière double la mise pour Paris cinq minutes après l'ouverture du score en poussant au fond des filets une frappe de Kadidiatou Diani, déviée par la gardienne dijonnaise. En fin de match, encore servie par Diani, elle frappe des 20 m de la droite et envoie le ballon dans le petit filet opposé.
La cinquième journée voit s'opposer dans un duel au sommet les actuelles 2e et 3e du championnat, le PSG et Montpellier. Malgré les ambitions montpelliéraines, les Parisiennes maîtrisent parfaitement leur match. Elles ouvrent en effet le score dès la 8e minute de jeu, sur un but de la capitaine Irene Paredes. Six minutes plus tard, Katoto double la mise sur une offrande de Diani puis triple le score quelques minutes avant la pause. En seconde période, les Héraultaises sont plus conquérantes mais trop imprécises pour inquiéter Christiane Endler. Sandy Baltimore inscrit finalement un quatrième et dernier but en fin de partie.
Pour le match de la sixième journée contre Soyaux, Olivier Echouafni décide de faire tourner son effectif en laissant sur le banc au coup d'envoi Dudek, Diani ou encore Nadim. Signe Bruun et Jordyn Huitema, toutes deux titulaires pour la deuxième fois de la saison, ont brillé en inscrivant chacune un but en deuxième période (55e, 80e). Entre-temps, Grace Geyoro inscrit le deuxième but parisien. Les Parisiennes ont finalement dominé tout au long du match des Charentaises totalement inoffensives. Après six journées, elles comptent cinq victoires et sont à deux points du leader lyonnais. Vient le lendemain une fenêtre internationale qui concerne 17 joueuses de l'effectif parisien.

#### Journées 7 à 11
Après une trêve internationale qui a vu « pas mal de joueuses briller avec leurs sélections », selon l'entraîneur parisien, le PSG accueille dans une nouvelle période de confinement le FC Fleury 91 pour le premier derby francilien de la saison. Le PSG domine une nouvelle fois le match. Après que Katoto ouvre rapidement le score, les Parisiennes mettent sous pression la défense adverse et sont récompensées de leurs efforts après la demi-heure de jeu par Diani, servie par Baltimore. En seconde période, le PSG ajoute deux nouveaux buts marqués par Paredes puis Katoto, qui s'offre un doublé sur une erreur de relance de Heil, sans que Fleury se montre dangereux.
Après un week-end au repos, les Parisiennes se rendent à Clairefontaine pour affronter le promu GPSO 92 Issy. Elles se facilitent la tâche en menant déjà 3-0 au bout de neuf minutes de jeu. Les Isséennes, complètement dépassées par l'événement, subissent alors de façon continue les assauts parisiens et les buts. Nadia Nadim inscrit sept buts, un record pour une joueuse du PSG dans un match. Finalement, le score est porté à 0-14 pour les Parisiennes qui remportent leur plus large succès de leur histoire en Division 1, et se préparent parfaitement pour le choc de D1.
Le choc de la D1 entre le PSG et l'OL a lieu le vendredi 20 novembre au Parc des Princes. C'est la première fois depuis la demi-finale de Ligue des champions contre Barcelone le 29 avril 2017, et la première en championnat depuis le 18 octobre 2009 contre Juvisy, que les Parisiennes foulent la pelouse de la prestigieuse enceinte. Au terme d'un grand match, elles signent une victoire historique sur le plus court des écarts (1-0), la première depuis 2016 en championnat. La première période est marquée par une prestation parisienne rythmée par du jeu et de la technique. Très tôt, elles sont récompensées par un but de Katoto, lancée par Diani à la 11e minute. En deuxième mi-temps, alors que l'OL améliore son jeu, les Parisiennes font preuve de solidarité et garde leur but d'avance. Le PSG prend la première place du classement pour la première fois de la saison.

« On avait à cœur de réaliser un grand match dans ce lieu. C'était un moment important pour marquer les esprits. Elles ont fait un match remarquable. C'est la récompense d'un travail quotidien de tout le staff et des joueuses. Elles ont peut-être moins de complexes et se sont lâchées. »

— Olivier Echouafni, après la victoire historique face à Lyon.
Après la trêve internationale, le PSG, en place de leader du championnat, accueille le Paris FC pour le derby parisien. Les Parisiennes ouvrent le score rapidement sur un but contre son camp d'Annaïg Butel. Katoto enchaîne pour Paris sur corner à la 17e minute, son 100e but toute compétition confondue avec le PSG. Baltimore marque dès la reprise du match après la mi-temps, tandis que Bachmann augmente l'écart à la 62e avant sa réduction par un but d'Evelyne Viens pour le PFC à la 82e. Avec cette victoire 4-1 tout en maîtrise, le PSG garde son avance en tête de la D1 Arkema.
Mi-décembre, le PSG accueille Le Havre, lanterne rouge du championnat, au camp des Loges pour terminer la première partie de saison. Dans un système inhabituel en 3-5-2, les Parisiennes dominent largement leur adversaire et s'offrent une victoire 5-0. Katoto inscrit un quadruplé, dépassant les 100 buts avec le PSG, et se voit remettre un trophée par le président Nasser al-Khelaïfi. Le quatrième but est marqué par Geyoro. Ce succès leur permet de rester invaincues et de décrocher le titre de championnes d'automne avec un point d'avance sur Lyon, une première depuis la saison 2009-2010.
Extrait du classement de D1 Arkema 2020-2021 à la trêve hivernale
| Rang | Équipe                | Pts | J  | G  | N | P | Bp | Bc | Diff |
| ---- | --------------------- | --- | -- | -- | - | - | -- | -- | ---- |
| 1    | Paris Saint-Germain   | 31  | 11 | 10 | 1 | 0 | 46 | 2  | +44  |
| 2    | Olympique lyonnais    | 30  | 11 | 10 | 0 | 1 | 40 | 4  | +36  |
| 3    | Girondins de Bordeaux | 23  | 11 | 7  | 2 | 2 | 25 | 12 | +13  |
| 4    | Montpellier HSC       | 19  | 11 | 6  | 1 | 4 | 15 | 16 | -1   |

#### Journées 12 à 17
Après une préparation de deux semaines, les Parisiennes commencent l'année 2021 en accueillant lors de la 12e journée de D1 les Girondines de Bordeaux, troisième du championnat, au Camp des Loges. Face au seul adversaire qui avait pris des points contre le PSG lors de la phase aller (0-0), les coéquipières d'Irene Paredes réalise un match sérieux en l'emportant 1-0 grâce à un but de la milieu allemande Sara Däbritz sur une frappe croisée à l'entrée de la surface après un service de Perle Morroni juste avant la pause. Un peu moins dominateur qu'à l'accoutumée, Paris a tout de même été solide défensivement, ne concédant que très peu d'occasions.
Lors de la 13e journée, le PSG se déplace au Roudourou pour affronter Guingamp. Les Parisiennes poursuivent leur chemin en tête du classement en obtenant un large succès 5-0 avec des réalisations de Baltimore (6e), Katoto (11e, 56e), Diani (19e) et Huitema (85e).
Début février, le PSG se déplace de nouveau à Fleury, moins d'une semaine après sa victoire contre ce même adversaire en Coupe de France. Avec l'équipe-type, les Parisiennes maîtrisent leur match notamment en deuxième mi-temps après une première période disputée entre les deux équipes. Alors que le score est de 1-0 à la mi-temps grâce à Baltimore, les Parisiennes augmentent l'intensité et marquent trois buts en 10 minutes, par Katoto, Baltimore pour le doublé et Diani sur pénalty. En fin de match, Paredes marque d'un superbe enchaînement sur un corner mal dégagé.
Après une trêve internationale qui ne concerne qu'une partie de l'effectif en raison des restrictions dues à la pandémie de Covid-19, le PSG accueillent fin février le GPSO 92 Issy, qui vit une semaine agitée après un changement d'entraîneur. Echouafni fait tourner et les Parisiennes dominent complètement la rencontre, mais après avoir ouvert le score grâce à Luana à la 11e minute, elles peinent à marquer face à un bloc défensif isséen bien compact. Elles prennent finalement le large en fin de match grâce à un doublé de Diani et un but de Katoto.
La veille du choc pour le titre contre Lyon, le PSG annonce quatre cas de Covid-19 dans son groupe (trois joueuses et un membre du staff). Sur recommandation de l'ARS, le match est reporté et les Parisiennes sont mises à l'isolement pendant sept jours.
Fin mars, au milieu de la double confrontation en quarts de finale de Ligue des champions contre l'OL (voir la section dédiée), les Parisiennes se rendent à Montpellier pour la 17e journée du championnat. Malgré une attaque renouvelée, elles prennent progressivement le match à leur compte après avoir été gênées par la mobilité et le pressing des Montpelliéraines. Nadia Nadim ouvre le score d'une frappe croisée du gauche, avant qu'Irene Paredes n'inscrive un doublé sur corner.
Avant la trêve internationale du mois d'avril, le PSG reçoit l'ASJ Soyaux au stade Georges-Lefèvre. Les Sojaldiciennes portent durant la rencontre un maillot extérieur du PSG, les leurs ayant été perdus. L'écart de niveau entre les deux équipes se fait sentir dès le début du match alors que se met en place une attaque-défense. Sans suspens, les Parisiennes obtiennent une imposante victoire (7-0) avec un triplé de Marie-Antoinette Katoto, qui s'empare de la tête du classement des meilleures buteuses du championnat avec 20 unités devant la Bordelaise Khadija Shaw (19), et les premiers buts de la saison de Formiga et Paulina Dudek.

#### Journées 18 à 22
Après leur élimination en demi-finale de Ligue des champions, les Parisiennes n'ont plus que pour objectif de remporter le championnat de France, avec cinq matchs restants à disputer, dont la « finale » attendue contre Lyon, dans le Rhône le 30 mai.
À Charléty, le PSG affronte le Paris FC pour la cinquième fois de la saison (en comptant les matchs amicaux) et remporte son cinquième derby parisien (2-3). Dans 4-2-4 offensif avec quelques changements, les Parisiennes du PSG prennent le dessus sur leurs homologues du PFC, se procurant de nombreuses occasions en première période. L'ouverture du score vient de Signe Bruun sur corner à la 21e minute. La deuxième période est plus disputée mais le PSG obtient un penalty généreux, transformé par Däbritz, avant que Bruun n'inscrive un doublé. Mais mené 3-0, le Paris FC revient au score sur penalty puis en fin de match sur une relance ratée de Dudek.
Trois jours plus tard, le PSG se déplace au Havre pour la 20e journée. Alors qu'une bonne partie du onze normalement titulaire est mis au repos, les Parisiennes gagnent 2-0 mais font preuve d'une grande inefficacité devant le but et ont des difficultés dans la construction du jeu. Elles parviennent à ouvrir le score rapidement par Nadim, mais c'est qu'en fin de match que Katoto, tout juste entrée sur le terrain, vient sceller la victoire. Elle sort cependant sur blessure quelques instants après.
Lors de l'avant-dernière journée, le PSG rencontre Reims au stade Auguste-Delaune et s'impose facilement 4 buts à 0. Malgré un début de rencontre compliqué, les Parisiennes parviennent à ouvrir le score grâce à Baltimore qui délivre un centre pour la tête de Bruun à la 19e minute. En fin de première période, elles prennent le large sur une frappe de Baltimore au point de pénalty puis sur corner. La deuxième période est marquée par le retour de Kadidiatou Diani après sa blessure à une cheville. À la dernière seconde du temps additionnel, Morroni marque sur pénalty, son premier but en D1 depuis le 26 mars 2017. À une semaine du choc contre Lyon, Paris conserve ainsi son point d'avance au classement.
Le 30 mai a lieu la « finale du championnat » contre Lyon à l'extérieur. Toujours sans Katoto ni Formiga trop justes pour le match, les Parisiennes pouvaient être titrées en cas de victoire ou avaient besoin d'un point pour au moins garder leur avance sur Lyon. Les Lyonnaises sont les premières à prendre le contrôle du match, mais ce sont les Parisiennes qui obtiennent les premières occasions et parviennent à garder les Lyonnaises inoffensives. La seconde période est semblable à la première, Paris préservant ce score vierge. Finalement, les deux équipes restent muettes et grâce à ce match nul, le club parisien file tout droit vers son premier titre de champion de France.
Au stade Jean-Bouin, qu'elles retrouvent après plusieurs mois au camp des Loges, les Parisiennes affrontent Dijon pour le dernier match de la saison qui pourrait leur assurer le titre en cas de victoire. Après un penalty transformé par Däbritz, Ramona Bachmann trouve deux fois le poteau en première période. En deuxième mi-temps, Chris Endler effectue arrêt décisif (54e) avant que la capitaine parisienne, la défenseure Irene Paredes, marque de la tête (61e). Huitema offre la victoire à la 90e, permettant aux Parisiennes de devenir championnes de France pour la première fois de l'histoire, mettant un terme à 14 titres d'affilée du grand rival lyonnais.

#### Classement
| Rang | Équipe                     | Pts | J  | G  | N | P | Bp | Bc | Diff | Qualification ou relégation                                                    |
| ---- | -------------------------- | --- | -- | -- | - | - | -- | -- | ---- | ------------------------------------------------------------------------------ |
| 1    | Paris Saint-Germain (C, Q) | 62  | 22 | 20 | 2 | 0 | 83 | 4  | +79  | Qualification pour la phase de groupes de la Ligue des champions               |
| 2    | Olympique lyonnais T (Q)   | 61  | 22 | 20 | 1 | 1 | 78 | 6  | +72  | Qualification pour le deuxième tour de qualification de la Ligue des champions |
| 3    | Girondins de Bordeaux (Q)  | 44  | 22 | 14 | 2 | 6 | 50 | 23 | +27  | Qualification pour le premier tour de qualification de la Ligue des champions  |
| 4    | Paris FC                   | 37  | 22 | 11 | 4 | 7 | 39 | 29 | +10  |                                                                                |
| 5    | EA Guingamp                | 31  | 22 | 9  | 4 | 9 | 29 | 32 | −3   |                                                                                |

#### Évolution du classement et des résultats
| Journée  | 1 | 2 | 3 | 4 | 5 | 6 | 7 | 8 | 9 | 10 | 11 | 12 | 13 | 14 | 15 | 17 | 18 | 19 | 20 | 21 | 16 | 22 | Journées en tête |
| -------- | - | - | - | - | - | - | - | - | - | -- | -- | -- | -- | -- | -- | -- | -- | -- | -- | -- | -- | -- | ---------------- |
| Rang     | 3 | 2 | 2 | 2 | 2 | 2 | 2 | 2 | 1 | 1  | 1  | 1  | 1  | 1  | 1  | 1  | 1  | 1  | 1  | 1  | 1  | 1  | 14               |
| Résultat | G | N | G | G | G | G | G | G | G | G  | G  | G  | G  | G  | G  | G  | G  | G  | G  | G  | N  | G  |                  |

### Coupe de France
La Coupe de France 2020-2021 est la 20e édition de la Coupe de France féminine de football, une compétition à élimination directe mettant aux prises tous les clubs de football amateurs et professionnels à travers la France métropolitaine et les DOM-TOM. Elle est organisée par la FFF et ses ligues régionales. Le PSG jouant en Division 1, il démarre aux seizièmes de finale. En raison de la crise sanitaire qui empêche le bon déroulement de la Coupe de France, la FFF met en place cette saison un nouveau format pour la compétition. Les douze clubs de D1 Arkema disputent un premier tour entre eux lors des 16es de finale, avant d'être rejoints par les autres clubs qualifiés à partir des 8es de finale.
En seizièmes de finale, le PSG rencontre Fleury à l'extérieur le 30 janvier 2021. Olivier Echouafni effectue quelques changements dans le onze de départ, Charlotte Voll débutant dans le but, tandis que Jordyn Huitema et Signe Bruun laissent Diani et Katoto sur le blanc. Grâce à un match sérieux (2-0) avec des réalisations de Sara Däbritz (31e s.p.) et Signe Bruun (51e), les Parisiennes se qualifient pour les huitièmes de finale.
Le 24 mars 2021, la FFF officialise finalement l'arrêt de la compétition, en raison des mesures sanitaires renforcées face à la pandémie de Covid-19.
| Seizième de finale               | FC Fleury 91 | 0 – 2   | Paris SG | | |
| Samedi 30 janvier 2021 16:00 CET | | (0 – 1) | 30e (pen.) Däbritz · 52e Bruun ( Huitema)                                                                                              | Stade Walter-Felder, Fleury-Mérogis Spectateurs : Huis clos Diffuseur : Non diffusé Arbitrage : Maïka Vanderstichel | Stade Walter-Felder, Fleury-Mérogis Spectateurs : Huis clos Diffuseur : Non diffusé Arbitrage : Maïka Vanderstichel |
| Samedi 30 janvier 2021 16:00 CET | Chapelle 20e · Le Garrec 70e | Rapport | 56e Lawrence · | Stade Walter-Felder, Fleury-Mérogis Spectateurs : Huis clos Diffuseur : Non diffusé Arbitrage : Maïka Vanderstichel | Stade Walter-Felder, Fleury-Mérogis Spectateurs : Huis clos Diffuseur : Non diffusé Arbitrage : Maïka Vanderstichel |
| Samedi 30 janvier 2021 16:00 CET | Mainguy - Fernandes, Sissoko, Piga, Sandvej (Dafeur 82e) - Haupais, Karlsen (Dear 72e) - De Jongh, Le Garrec , Bigot (Eninger 72e) - Chapelle (Makanza 57e) | Équipes | Voll - Lawrence, Paredes , Dudek, Morroni (Simon 87e) - Geyoro, Däbritz, Bachmann - Huitema (Diani 76e), Bruun, Baltimore (Katoto 82e) | Stade Walter-Felder, Fleury-Mérogis Spectateurs : Huis clos Diffuseur : Non diffusé Arbitrage : Maïka Vanderstichel | Stade Walter-Felder, Fleury-Mérogis Spectateurs : Huis clos Diffuseur : Non diffusé Arbitrage : Maïka Vanderstichel |

### Ligue des champions
La Ligue des champions 2020-2021 est la 20e édition de la Ligue des champions féminine de l'UEFA, la compétition inter-clubs européenne de football féminin. Elle est divisée en deux phases, une phase de qualification pour certaines équipes, et une phase finale avec les principales équipes et celles qualifiées précédemment. Le PSG étant vice-champion de France 2019-2020, pays alors à la première place du coefficient UEFA, le club démarre aux seizièmes de finale.

#### Deux premiers tours presque tranquilles
Le tirage au sort des seizièmes de finale a lieu le 24 novembre 2020 et Paris se voit opposer au Górnik Łęczna, champion de Pologne. Le match aller aura lieu en Pologne tandis que le retour se jouera au stade Georges-Lefèvre. Le 10 décembre, le PSG fait son entrée dans la compétition contre Górnik Łęczna. Les Parisiennes s'imposent logiquement et sans forcer (2-0) sur le terrain dégelé du club polonais. Alors que trois cadres sont laissées sur le banc, le PSG parvient à se mettre à l'abri avant l'heure de jeu avec un but de Jordyn Huitema à la 16e minute puis une reprise de la tête de Sandy Baltimore (25e). La sortie sur blessure de Perle Morroni permet à Jade Le Guilly, 18 ans, d'effectuer sa première apparition chez les professionnelles. En deuxième mi-temps, le PSG tient son avance au score et Olivier Echouafni en profite pour lancer d'autres jeunes dans le grand bain : Hawa Sangaré (18 ans), Laurina Fazer (17 ans) et Océane Hurtré (16 ans). Lors du match retour à Saint-Germain-en-Laye, les Parisiennes surclassent les Polonaises 6-1. Paredes a notamment inscrit un doublé dont une frappe magnifique des 30 m. La gardienne parisienne Charlotte Voll, pour son premier match avec Paris, est lobée sur un coup franc excentré et cède ainsi un but au Górnik Łęczna. Grâce à cette nouvelle victoire, le PSG se qualifie pour les huitièmes de finale et finit l'année 2020 parfaitement.
Le 16 février 2021 a lieu le tirage au sort des huitièmes de finale. Le PSG se voit opposé au club tchèque du Sparta Prague. Le match aller en Tchéquie qui devait se dérouler le 3 mars est reporté deux semaines plus tard en raison de cas de Covid-19 en l'effectif du Sparta Prague. Ainsi, la première manche se déroule finalement à Saint-Germain-en-Laye le 9 mars et voit les Parisiennes s'imposer facilement 5 buts à 0 face à une équipe tchèque bien regroupée mais subissant continuellement les assauts de l'attaque parisiennes. En première mi-temps, Baltimore parvient par deux à se déjouer de son adversaire et centrer pour Katoto qui conclut. En deuxième mi-temps, Bachmann et Lawrence aggravent le score, permettant à Echouafni d'effectuer des changements à cinq jours du choc contre Lyon en championnat. Enfin, Luana conclut en fin de match d'un bel enchaînement la performance aboutie des Parisiennes. Quelques jours avant le match retour, prévu le 17 mars, le PSG est confronté à son tour à des cas de Covid-19 qui ont pour conséquence de mettre l'effectif à l'isolement pendant sept jours. Ainsi les Parisiennes sont dans l'impossibilité de jouer le match et comme aucune date de report ne peut être trouvée, le Sparta Prague est donné victorieux 3-0 du match retour sur tapis vert. Le PSG se qualifie tout de même pour les quarts de finale sur un score cumulé de 5-3.

#### Élimination en demi-finale
En quarts de finale, le PSG affronte Lyon fin mars pour un duel franco-français. La première manche a lieu au Parc des Princes le 24 mars. Le PSG est cruellement battu (0-1) par des Lyonnaises pourtant dominées, sur un penalty en fin de match après une main dans la surface de Formiga. Les Parisiennes ont pourtant délivré une bonne première mi-temps, dominant leur sujet, et obtenant de nombreuses occasions. Mais le manque de réalisme parisien permet à Lyon de garder espoir qui revient avec de meilleures intensions après la pause. Le PSG, qui restait sur 19 matchs sans défaite toutes compétitions confondues, concède ainsi sa première défaite de la saison (en excluant le match perdu sur tapis vert). Deux jours avant le match retour, l'OL fait face à son tour à des cas de Covid-19 et voit son effectif être isolé. Ainsi le match est reporté au dimanche 18 avril.
Après la trêve internationale, au Groupama Stadium, le PSG élimine le tenant du titre grâce à un match solide réalisé par les Parisiennes, une victoire 2 buts à 1. Elles se faisaient cependant surprendre en début de match sur une perte de balle de Formiga, mais elles sont parvenues à réagir et mettre une forte pression sur le but lyonnais. Réaction payante puisque l'égalisation vient sur une frappe de Geyoro à la 24e minute de jeu. La deuxième période est plus disputée entre les deux équipes mais les Parisiennes sont plus entreprenantes et sur un centre de Diani, dévié par Renard contre son camp, les Parisiennes prennent l'avantage et sont pour la première fois en position de se qualifier. Le PSG gère la fin de match jusqu'à une énorme parade décisive d'Endler dans le temps additionnel. Le PSG accède ainsi pour la deuxième année consécutive en demi-finales et défiera le FC Barcelone.
Le match aller se joue au Stade Georges-Lefèvre, le Parc des Princes étant sollicité la semaine avant le match et la semaine après. Dans un match très disputé entre les deux équipes, le Barça prend l'avantage en début de match mais les Parisiennes, privées de Diani, parviennent à régir sur corner. Avant la mi-temps, Katoto obtient deux occasions de but mais rate à chaque fois son face-à-face avec la gardienne espagnole. En seconde mi-temps, les occasions se font plus rares, les Barcelonaises manquant tout de même d'inscrire un deuxième but. Avec ce score de 1-1 et un but concédé à domicile, le PSG se retrouve en ballottage défavorable avant la manche retour une semaine plus tard.
Pour le match retour au Stade Johan-Cruyff à Sant Joan Despí, Diani est toujours indisponible et cette fois, Bachmann est titularisée. Les Parisiennes se font de nouveau surprendre d'entrée par Lieke Martens avant qu'elle inscrive un doublé. Sur corner, Katoto réduit le score et entretient l'espoir parisien. Toutefois, en seconde période, les Parisiennes ne parviennent pas à inscrire le but qui les qualifieraient. Le FC Barcelone élimine ainsi pour la première fois un club français en Ligue des champions et s'envole pour la deuxième finale de son histoire. Une finale sans l'OL et le PSG, ce qui n'était arrivé qu'à une seule reprise en 12 ans.

#### Coefficient UEFA
De par ses résultats dans cette Ligue des champions, le Paris SG acquiert des points pour son coefficient UEFA, utilisé lors des tirages au sort des compétitions de l'UEFA. Lors de cette comptabilisation, les points de la saison 2015-2016 ne sont plus pris en compte.
| Rang 2021 | Rang 2020 | Évolution | Club                | 2016-2017 | 2017-2018 | 2018-2019 | 2019-2020 | 2020-2021 | Total club | 33 % CN | Coefficient |
| --------- | --------- | --------- | ------------------- | --------- | --------- | --------- | --------- | --------- | ---------- | ------- | ----------- |
| 1         | 1         | =         | Olympique lyonnais  | 20,000    | 24,000    | 24,000    | 23,000    | 15,000    | 106,000    | 30,360  | 136,360     |
| 2         | 3         | +1        | FC Barcelone        | 18,000    | 13,000    | 21,000    | 18,000    | 22,000    | 92,000     | 21,120  | 113,120     |
| 3         | 2         | -1        | VfL Wolfsburg       | 14,000    | 21,000    | 13,000    | 21,000    | 13,000    | 82,000     | 24,915  | 106,915     |
| 4         | 4         | =         | Paris Saint-Germain | 20,000    | -         | 15,000    | 17,000    | 15,000    | 67,000     | 30,360  | 97,360      |
| 5         | 5         | =         | Bayern Munich       | 15,000    | 5,000     | 17,000    | 12,000    | 20,000    | 69,000     | 24,915  | 93,915      |
| 6         | 6         | =         | Manchester City     | 19,000    | 19,000    | 4,000     | 9,000     | 15,000    | 66,000     | 22,605  | 88,605      |

### Matchs officiels de la saison
Le tableau ci-dessous retrace dans l'ordre chronologique les 31 rencontres officielles jouées par le Paris Saint-Germain durant la saison. Le club parisien a participé aux 22 journées du championnat ainsi qu'à un tour de coupe de France et huit matchs sur le plan européen, via la Ligue des champions. Les buteurs sont accompagnés d'une indication entre parenthèses sur la minute de jeu où est marqué le but et, pour certaines réalisations, sur sa nature (penalty ou contre son camp).
Le bilan général de la saison est de 25 victoires, 3 matchs nuls et 3 défaites. Le score le plus fréquent est la victoire 4-0 à cinq reprises.

## Joueuses et encadrement technique

### Encadrement technique

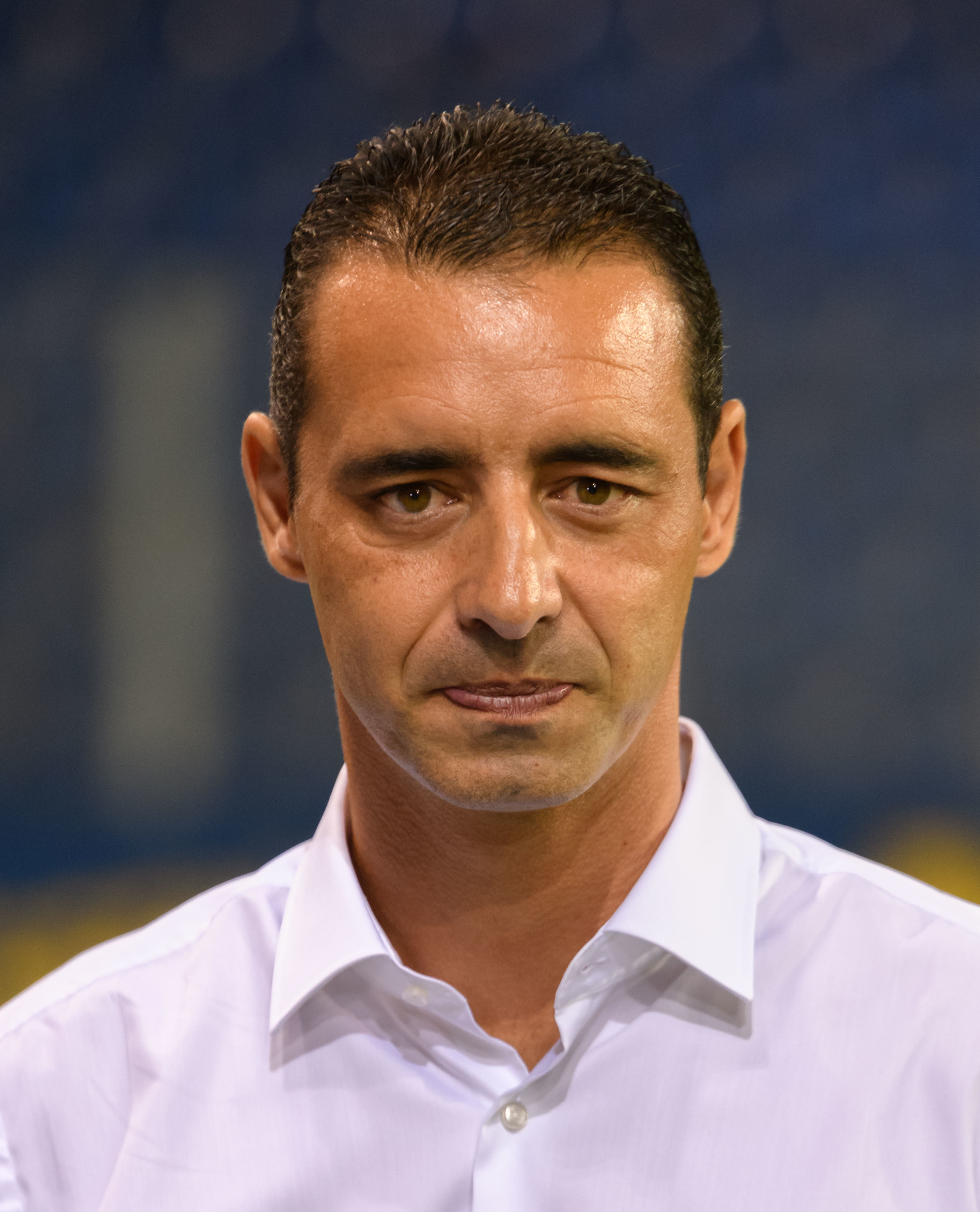
Olivier Echouafni en septembre 2018.

L'équipe parisienne est entraînée par le Français Olivier Echouafni. Âgé de 45 ans, il a passé sa carrière dans plusieurs grands clubs de Ligue 1 de 1993 à 2010, comme l'Olympique de Marseille, le RC Strasbourg en passant par le Stade rennais puis l'OGC Nice. Évoluant au poste de milieu de terrain, il devient ensuite entraîneur en National du Amiens SC en 2013 puis du FC Sochaux en Ligue 2 en 2014. Il découvre le football féminin en 2016 en devenant sélectionneur de l'équipe de France féminine. Mais après un Euro 2017 décevant, il est dénis de ses fonctions en août 2017. Il est nommé en juin 2018 comme le successeur de Patrice Lair à la tête de l'équipe parisienne pour deux ans. Il est assisté de Bernard Mendy, ancien défenseur du PSG, comme entraineur adjoint.
En juin 2020, Sébastien Lopez-Guia devient le nouveau préparateur physique des féminines du PSG, en remplacement de Pierre Lassus. Il est passé par de nombreux clubs français, dont l'AS Monaco pendant six ans ou encore le Gazélec d'Ajaccio. Le reste du staff est prolongé d'un an.

### Effectif professionnel
Le tableau suivant liste l'effectif professionnel du PSG pour la saison 2020-2021. Le 23 mars 2021, à la veille du quart de finale aller de Ligue des champions contre l'OL, Luana se blesse gravement à l'entraînement, victime d'une rupture du ligament croisé du genou gauche. Elle est donc indisponible pendant plusieurs mois.

### Joueuses prêtées
| Nat.               | Nom            | Club en prêt     | Compétition | Championnat | Championnat | Championnat | Championnat  | Coupe d'Europe | Coupe d'Europe | Coupe d'Europe | Coupe d'Europe | Coupes nationales | Coupes nationales | Coupes nationales | Coupes nationales | Total | Total       | Total  | Total        |
| Nat.               | Nom            | Club en prêt     | Compétition | M.j.        | But inscrit | Averti      | Carton rouge | M.j.           | But inscrit    | Averti         | Carton rouge   | M.j.              | But inscrit       | Averti            | Carton rouge      | M.j.  | But inscrit | Averti | Carton rouge |
| ------------------ | -------------- | ---------------- | ----------- | ----------- | ----------- | ----------- | ------------ | -------------- | -------------- | -------------- | -------------- | ----------------- | ----------------- | ----------------- | ----------------- | ----- | ----------- | ------ | ------------ |
|                    | Aminata Diallo | Royals de l'Utah | NWSL        | 3+4         | 0+1         | 0           | 0            | -              | -              | -              | -              | -                 | -                 | -                 | -                 | 7     | 1           | 0      | 0            |
| Atlético de Madrid | Aminata Diallo | Primera División | 0           | 0           | 0           | 0           | 0            | 0              | 0              | 0              | 0+2            | 0                 | 0                 | 0                 | 2                 | 0     | 0           | 0      |              |
|                    | Alana Cook     | OL Reign         | NWSL        | 3           | 0           | 1           | 0            | -              | -              | -              | -              | -                 | -                 | -                 | -                 | 3     | 0           | 1      | 0            |
|                    | Léa Khelifi    | Dijon FCO        | Division 1  | 16          | 4           | 0           | 0            | -              | -              | -              | -              | 1                 | 0                 | 0                 | 0                 | 17    | 4           | 0      | 0            |
|                    | Hawa Sangaré   | Le Havre AC      | Division 1  | 9           | 0           | 0           | 0            | -              | -              | -              | -              | 0                 | 0                 | 0                 | 0                 | 9     | 0           | 0      | 0            |

## Statistiques

### Statistiques collectives
| Compétition         | Débute au tour | Termine     | Matches joués | Gagnés | Nuls | Perdus | Buts pour | Buts contre | Différence |
| ------------------- | -------------- | ----------- | ------------- | ------ | ---- | ------ | --------- | ----------- | ---------- |
| Division 1          | -              | Championne  | 22            | 20     | 2    | 0      | 83        | 4           | +79        |
| Ligue des champions | 1/16 de finale | Demi-finale | 8             | 4      | 1    | 3      | 17        | 9           | +8         |
| Coupe de France     | 1/16 de finale | -           | 1             | 1      | 0    | 0      | 2         | 0           | +2         |
| Total               | -              | -           | 31            | 25     | 3    | 3      | 102       | 13          | +89        |

### Statistiques individuelles
(Mis à jour le 5 juin 2021)
| No | Nat. | Nom       | Championnat | Championnat | Championnat    | Championnat | Championnat  | Ligue des champions | Ligue des champions | Ligue des champions | Ligue des champions | Ligue des champions | Coupe de France | Coupe de France | Coupe de France | Coupe de France | Coupe de France | Total | Total       | Total          | Total  | Total        |
| No | Nat. | Nom       | M.j.        | But inscrit | Passe décisive | Averti      | Carton rouge | M.j.                | But inscrit         | Passe décisive      | Averti              | Carton rouge        | M.j.            | But inscrit     | Passe décisive  | Averti          | Carton rouge    | M.j.  | But inscrit | Passe décisive | Averti | Carton rouge |
| -- | ---- | --------- | ----------- | ----------- | -------------- | ----------- | ------------ | ------------------- | ------------------- | ------------------- | ------------------- | ------------------- | --------------- | --------------- | --------------- | --------------- | --------------- | ----- | ----------- | -------------- | ------ | ------------ |
| 1  |      | Voll      | 0           | 0           | 0              | 0           | 0            | 1                   | 0                   | 0                   | 0                   | 0                   | 1               | 0               | 0               | 0               | 0               | 2     | 0           | 0              | 0      | 0            |
| 2  |      | Simon     | 4           | 0           | 0              | 0           | 0            | 2                   | 0                   | 0                   | 0                   | 0                   | 1               | 0               | 0               | 0               | 0               | 7     | 0           | 0              | 0      | 0            |
| 4  |      | Dudek     | 17          | 1           | 2              | 0           | 0            | 7                   | 0                   | 0                   | 2                   | 0                   | 1               | 0               | 0               | 0               | 0               | 25    | 1           | 2              | 2      | 0            |
| 5  |      | Cook      | 13          | 0           | 0              | 0           | 0            | 4                   | 1                   | 0                   | 0                   | 0                   | 0               | 0               | 0               | 0               | 0               | 17    | 1           | 0              | 0      | 0            |
| 6  |      | Luana     | 9           | 1           | 1              | 2           | 0            | 1                   | 1                   | 0                   | 0                   | 0                   | 0               | 0               | 0               | 0               | 0               | 10    | 2           | 1              | 2      | 0            |
| 7  |      | Bachmann  | 14          | 2           | 1              | 0           | 0            | 7                   | 1                   | 0                   | 0                   | 0                   | 1               | 0               | 0               | 0               | 0               | 22    | 3           | 1              | 0      | 0            |
| 8  |      | Geyoro    | 17          | 3           | 1              | 1           | 0            | 6                   | 1                   | 0                   | 0                   | 0                   | 1               | 0               | 0               | 0               | 0               | 24    | 4           | 1              | 1      | 0            |
| 9  |      | Katoto    | 20          | 21          | 8              | 0           | 0            | 6                   | 4                   | 3                   | 0                   | 0                   | 1               | 0               | 0               | 0               | 0               | 27    | 25          | 11             | 0      | 0            |
| 10 |      | Nadim     | 15          | 10          | 3              | 1           | 0            | 5                   | 1                   | 1                   | 0                   | 0                   | 0               | 0               | 0               | 0               | 0               | 20    | 11          | 4              | 1      | 0            |
| 11 |      | Diani     | 19          | 13          | 9              | 0           | 0            | 4                   | 0                   | 2                   | 0                   | 0                   | 1               | 0               | 0               | 0               | 0               | 24    | 13          | 11             | 0      | 0            |
| 12 |      | Lawrence  | 20          | 1           | 5              | 4           | 0            | 6                   | 1                   | 1                   | 1                   | 0                   | 1               | 0               | 0               | 1               | 0               | 27    | 2           | 6              | 6      | 0            |
| 13 |      | Däbritz   | 18          | 3           | 8              | 3           | 0            | 7                   | 1                   | 1                   | 0                   | 0                   | 1               | 1               | 0               | 0               | 0               | 26    | 5           | 9              | 3      | 0            |
| 14 |      | Paredes   | 21          | 6           | 0              | 4           | 0            | 6                   | 2                   | 0                   | 2                   | 0                   | 1               | 0               | 0               | 0               | 0               | 28    | 8           | 0              | 6      | 0            |
| 16 |      | Endler    | 22          | 0           | 0              | 0           | 0            | 6                   | 0                   | 0                   | 0                   | 0                   | 0               | 0               | 0               | 0               | 0               | 28    | 0           | 0              | 0      | 0            |
| 18 |      | Fazer     | 6           | 0           | 2              | 0           | 0            | 2                   | 0                   | 0                   | 0                   | 0                   | 0               | 0               | 0               | 0               | 0               | 8     | 0           | 2              | 0      | 0            |
| 20 |      | Morroni   | 18          | 1           | 3              | 6           | 0            | 6                   | 0                   | 0                   | 2                   | 0                   | 1               | 0               | 0               | 0               | 0               | 25    | 1           | 3              | 8      | 0            |
| 21 |      | Baltimore | 21          | 8           | 12             | 1           | 0            | 6                   | 1                   | 3                   | 0                   | 0                   | 1               | 0               | 0               | 0               | 0               | 28    | 9           | 15             | 1      | 0            |
| 22 |      | Bruun     | 18          | 7           | 3              | 1           | 0            | 4                   | 0                   | 0                   | 1                   | 0                   | 1               | 1               | 0               | 0               | 0               | 23    | 8           | 3              | 2      | 0            |
| 23 |      | Huitema   | 16          | 3           | 2              | 0           | 0            | 6                   | 2                   | 1                   | 0                   | 0                   | 1               | 0               | 1               | 0               | 0               | 23    | 5           | 4              | 0      | 0            |
| 24 |      | Formiga   | 15          | 1           | 3              | 2           | 0            | 5                   | 0                   | 0                   | 1                   | 0                   | 0               | 0               | 0               | 0               | 0               | 20    | 1           | 3              | 3      | 0            |
| 27 |      | Khelifi   | 1           | 0           | 1              | 0           | 0            | 0                   | 0                   | 0                   | 0                   | 0                   | 0               | 0               | 0               | 0               | 0               | 1     | 0           | 1              | 0      | 0            |
| 27 |      | Hurtré    | 2           | 0           | 0              | 0           | 0            | 2                   | 0                   | 0                   | 0                   | 0                   | 0               | 0               | 0               | 0               | 0               | 4     | 0           | 0              | 0      | 0            |
| 28 |      | Le Guilly | 1           | 0           | 0              | 0           | 0            | 3                   | 0                   | 0                   | 0                   | 0                   | 0               | 0               | 0               | 0               | 0               | 4     | 0           | 0              | 0      | 0            |
| 29 |      | Sangaré   | 0           | 0           | 0              | 0           | 0            | 1                   | 0                   | 0                   | 0                   | 0                   | 0               | 0               | 0               | 0               | 0               | 1     | 0           | 0              | 0      | 0            |

#### Onze de départ (toutes compétitions)
(Mis à jour le 5 juin 2021)
| \| No. \| Pos. \| Joueuse \| Titulaire \| Notes \| \| --- \| ---- \| ----------------------- \| --------- \| ----------------------------- \| \| 1 \| GB \| Christiane Endler \| 28 \| Voll a 2 titularisations \| \| 4 \| DC \| Paulina Dudek \| 25 \| Cook a 13 titularisations \| \| 14 \| DC \| Irene Paredes \| 28 \| \| \| 20 \| DG \| Perle Morroni \| 24 \| \| \| 12 \| DD \| Ashley Lawrence \| 25 \| Simon a 3 titularisations \| \| 6 \| MDC \| Formiga \| 16 \| Luana a 9 titularisations \| \| 13 \| MRG \| Sara Däbritz \| 25 \| Bachmann a 12 titularisations \| \| 27 \| MRD \| Grace Geyoro \| 23 \| Nadim a 10 titularisations \| \| 11 \| AD \| Kadidiatou Diani \| 20 \| \| \| 9 \| AG \| Sandy Baltimore \| 23 \| Huitema a 9 titularisations \| \| 23 \| AC \| Marie-Antoinette Katoto \| 23 \| Bruun a 9 titularisations \| | Katoto Diani Baltimore Däbritz Geyoro Formiga Lawrence Morroni Paredes (C) Dudek Endler |                         |           |                               |
| No. | Pos.                                                                                    | Joueuse                 | Titulaire | Notes                         |
| 1 | GB                                                                                      | Christiane Endler       | 28        | Voll a 2 titularisations      |
| 4 | DC                                                                                      | Paulina Dudek           | 25        | Cook a 13 titularisations     |
| 14 | DC                                                                                      | Irene Paredes           | 28        |                               |
| 20 | DG                                                                                      | Perle Morroni           | 24        |                               |
| 12 | DD                                                                                      | Ashley Lawrence         | 25        | Simon a 3 titularisations     |
| 6 | MDC                                                                                     | Formiga                 | 16        | Luana a 9 titularisations     |
| 13 | MRG                                                                                     | Sara Däbritz            | 25        | Bachmann a 12 titularisations |
| 27 | MRD                                                                                     | Grace Geyoro            | 23        | Nadim a 10 titularisations    |
| 11 | AD                                                                                      | Kadidiatou Diani        | 20        |                               |
| 9 | AG                                                                                      | Sandy Baltimore         | 23        | Huitema a 9 titularisations   |
| 23 | AC                                                                                      | Marie-Antoinette Katoto | 23        | Bruun a 9 titularisations     |

#### Récompenses et distinctions
Grâce à leur saison historique, les Parisiennes raflent l'intégralité des récompenses individuelles de fin de saison en D1. Kadidiatou Diani est élue meilleure joueuse de la saison lors des Trophées UNFP et lors des Trophées de la D1 Arkema remis par la FFF. Tout comme Sandy Baltimore dans la catégorie meilleur espoir et Christiane Endler en tant que meilleure gardienne.
Lors des Trophées de la D1 Arkema, Olivier Echouafni est également désigné meilleur entraîneur tandis que Grace Geyoro est récompensée du plus beau but de la saison.
Concernant les équipes-type de la saison, Christiane Endler, Irene Paredes, Grace Geyoro, Sandy Baltimore, Kadidiatou Diani et Marie-Antoinette Katoto font partie des deux équipes-type (celles des Trophées UNFP et des Trophées de la D1 Arkema). Ashley Lawrence quant à elle compose seulement l'équipe-type des Trophées UNFP.

## Affluence et télévision

### Affluence
Au cours d'une saison marquée par la pandémie de Covid-19, le PSG ne joue que cinq matchs devant du public, le reste des rencontres se jouant à huis clos. Seulement deux matchs de championnat ont été joués à domicile avec du public, un au stade Jean-Bouin devant 450 spectateurs (PSG-Reims), et un au stade Georges-Lefèvre devant 155 spectateurs (PSG-Montpellier).

### Retransmission télévisée
Le groupe Canal+ diffuse le championnat de France depuis 2018 pour la somme de 6 millions d'euros pour cinq ans. Le championnat gagne en visibilité puisque toutes les rencontres sont désormais diffusées, avec deux affiches mises en avant à chaque journée sur les différentes antennes du groupe et les autres rencontres diffusées sur les canaux Multisports le samedi à 14h30.
Pour la Coupe de France, c'est Eurosport qui a acquis les droits de la compétition, diffusant seulement quelques matchs par tour. D'autres matchs peuvent également être retransmis par des chaînes locales. Enfin, dans le cadre de la Ligue des champions, chaque club choisissant un diffuseur pour ses matchs, les rencontres européennes du PSG sont retransmises par BeIn Sports.

## Autres équipes
Le PSG possède une équipe des moins de 19 ans qui participe au Championnat national féminin U19. Elle est entraînée depuis cette saison par Grégory Bénarib, qui a remplacé Jorge Quiroz. De plus, l'ancien joueur du PSG Paulo César est nommé entraîneur adjoint dans le cadre de l'obtention de ses diplômes d'entraîneur.
Le championnat U19 est suspendu fin octobre alors qu'un nouveau confinement est mis en place par le gouvernement. Le 24 mars 2021, la FFF officialise l'arrêt définitif de la compétition, en raison des mesures sanitaires renforcées face à la pandémie de Covid-19.
| Rang | Équipe        | Pts | J | G | N | P | Bp | Bc | Diff |  | Résultats (▼ dom., ► ext.) | PSG | PFC | LOSC | CPBB | HAC | AASS |
| ---- | ------------- | --- | - | - | - | - | -- | -- | ---- |  | -------------------------- | --- | --- | ---- | ---- | --- | ---- |
| 1    | Paris SG      | 18  | 6 | 6 | 0 | 0 | 24 | 5  | +19  |  | Paris SG                   |     | 3-2 | 4-0  | 4-0  | -   | 5-1  |
| 2    | Paris FC      | 15  | 6 | 5 | 0 | 1 | 21 | 6  | +15  |  | Paris FC                   | -   |     | -    | 3-0  | 5-0 | 4-1  |
| 3    | LOSC Lille    | 7   | 6 | 2 | 1 | 3 | 8  | 14 | -6   |  | LOSC Lille                 | 1-4 | 0-3 |      | -    | 2-1 | -    |
| 4    | CPBB Rennes   | 7   | 6 | 2 | 1 | 3 | 5  | 13 | -8   |  | CPBB Rennes                | -   | -   | 1-4  |      | -   | 2-1  |
| 5    | Le Havre AC   | 4   | 6 | 1 | 1 | 4 | 7  | 17 | -10  |  | Le Havre AC                | 1-4 | 2-4 | -    | 1-1  |     | -    |
| 6    | AAS Sarcelles | 1   | 6 | 0 | 1 | 5 | 5  | 15 | -10  |  | AAS Sarcelles              | -   | -   | 1-1  | 0-1  | 1-2 |      |

- Qualifié pour la phase Élite
- Qualifié pour la phase Excellence